# 多宝拉乌帕齐拉
多宝拉乌帕齐拉 (英语: Dhobaura Upazila) 是孟加拉国迈门辛专区迈门辛县的一个乌帕齐拉。
平均识字率为65%，男性为68%，女性为62%。教育机构有三所大学、20所高中、3所初级中学、43所政府小学。